# Макенjу
Макенjу Маеда (јап. 前田 真剣佑; енгл. Mackenyu Maeda; Лос Анђелес, 16. новембар 1996) је јапанско-амерички глумац. Најпознатији је по улози Ророноа Зороа у Нетфлик серији One Piece.